# Colonia la Aurora
Colonia la Aurora är en ort i Mexiko, tillhörande kommunen Tultepec i delstaten Mexiko. Colonia la Aurora ligger i den centrala delen av landet och tillhör Mexico Citys storstadsområde. Orten hade 281 invånare vid folkmätningen 2010. 2020 hade antalet invånare ökat till 348.
Colonia la Aurora tillhörde tidigare kommunen Nextlalpan.